# Alfa Mist
Alfa Mist (Newham, 1991), pseudonimo di Alfa Sekitoleko, è un musicista, produttore, compositore e MC inglese.

## Biografia
Alfa Mist nasce e cresce a Newham, nel Regno Unito, città dove ancora risiede. Da giovane frequenta la Langdon Academy e la Newham Sixth Form College, e inizialmente voleva diventare un calciatore professionista, ma su obbligo della madre conclude gli ultimi due anni del college. Inizia a comporre musica all'età di quindici anni, e il suo interesse per il campionamento lo porta non solo ad avvicinarsi al jazz, ma anche a imparare a suonare il pianoforte, soprattutto dopo aver visto il suo insegnante suonare Ordinary People di John Legend.
(Alfa Mist)
Dopo aver conseguito tre certificazioni A-level+ in composizione musicale alla BTEC, inizia la sua carriera effettiva con la pubblicazione del primo album Nocturne nel 2015, inoltre fonda la sua personale label Sekito.Negli anni collabora con svariati musicisti, tra cui Jordan Rakei, Yussef Dayes e Tom Misch, fino al 2021 quando pubblica l'album Bring Backs sotto la label indipendente Anti-. In quell'anno si esibisce anche al We Out Here Festival e viene nominato ai MOBO Awards. 
La produzione musicale di Alfa Mist è profondamente influenzata dal suo ambiente di provenienza, un ambiente dominato più che altro dalla scena musicale grime e hip-hop, ma che spazia fino ai più vari generi della black music, che con il tempo combinerà con l'improvvisazione jazz.

## Discografia

### Album
- 2015 - Nocturne
- 2017 - Antiphon
- 2019 - Structuralism
- 2020 - Epoch (con Emmavie)
- 2021 - Bring Backs
- 2023 - Variables
- 2024 - Recurring (Live At King's Place)
- 2025 - Anthem

### EP
- 2019 - Tangent (con 2nd Exit e Lester Duval)
- 2020 - On My Ones
- 2020 - 44th Move (con Richard Spaven)